# Enicospilus alipherus
Enicospilus alipherus là một loài tò vò trong họ Ichneumonidae.